# Marquesado de Rivas del Jarama
El marquesado de Rivas del Jarama es un título nobiliario español concedido en 3 de enero de 1703, por el rey Felipe V a favor de Antonio Ubilla y Medina, caballero de la Orden de Santiago.
El nombre del título hace referencia al desaparecido poblado de Rivas del Jarama, en la Comunidad Autónoma de Madrid.

## Marqueses de Rivas del Jarama
|                                     | Titular                                            | Periodo               |
| Creación por Felipe V               | Creación por Felipe V                              | Creación por Felipe V |
| ----------------------------------- | -------------------------------------------------- | --------------------- |
| I                                   | Antonio Ubilla y Medina                            | 1703-1726             |
| II                                  | Luis Nicolás Manso de Velasco y Martínez           | 1759-1782             |
| III                                 | Francisco de Paula Manso de Velasco y Santa Cruz   | 1782-1811             |
| IV                                  | Rafael Manso de Velasco y Domonte                  | 1850-1871             |
| V                                   | Alberto Manso de Velasco y Chaves                  | 1878-1922             |
| VI                                  | Joaquín de Chaves y Pérez del Pulgar               | 1925-1941             |
| Rehabilitación por Francisco Franco |                                                    |                       |
| VII                                 | María Mercedes van Moock-Chaves y Guardiola        | 1965-2023             |
| VIII                                | Ildefonso Enrique de Valenzuela y Van Moock-Chaves | 2024-                 |

## Historia de los marqueses de Rivas del Jarama
- Antonio Ubilla y Medina (Madrid el 28 de noviembre de 1643-Madrid, 16 de octubre de 1726), I marqués de Rivas del Jarama,consejero de Indias, secretario de Estado y del Despacho Universal,[2] y notario mayor del reino de Carlos II.[3]

Contrajo primer matrimonio, en 1675, con Jerónima Calvo, muerta el 25 de diciembre de 1678.
Contrajo segundo matrimonio con Ana María de Sobremonte y Carnero.
Contrajo tercer matrimonio el 28 de julio de 1709 Ana Fernández de Mesa y Alfonso de Sousa, muerta el 3 de mayo de 1737
A la muerte de este señor pasó a la Venerable Orden Tercera de San Francisco de Madrid, la cual lo vendió a:
- Luis Nicolás Manso de Velasco y Martínez de Cenzano (18 de 10 de 1708-4 de mayo de 1782), II marqués de Rivas del Jarama,[3] título que adquirió en 1758,[4] caballero de la Orden de Santiago en 1748, señor jurisdiccional de Rivas de Jarama, sobrino de José Antonio Manso de Velasco, I conde de Superunda y virrey del Perú.[3]

- Francisco de Paula Manso de Velasco y Santa Cruz (Santiago de Chile, ¿?-Sevilla, 17 de noviembre de 1811), III marqués de Rivas del Jarama.

Contrajo matrimonio con María del Carmen Domonte Pinto y García.
- Rafael Manso de Velasco y Domonte (Sevilla, 1777-1871), IV marqués de Rivas del Jarama.[5]

Contrajo matrimonio con Francisca Tous de Monsalve y Campos de Orellana.
- Alberto Manso de Velasco y Chaves (Madrid, 7 de agosto de 1828-10 de marzo de 1922),[6] V marqués de Rivas del Jarama,[5] VI conde de Superunda, grande de España, VII marqués de Bermudo, caballero de la Orden de Calatrava, maestrante de Sevilla, gentilhombre grande de España con ejercicio y servidumbre, diputado a cortes,[7] senador por la provincia de Zamora, vitalicio y por derecho propio,[8] caballero de la Orden del Toisón de Oro,[9] gran cruz de la Orden de Carlos III y maestrante de Granada.[6] Era hijo de José María Manso de Velasco y Chaves, IV conde de Superunda, y de María Josefa de Chaves y Artacho.[9]

Contrajo matrimonio, en Madrid el 16 de julio de 1871, con María de la Piedad Téllez-Girón y Fernández de Velasco,  (Madrid, 16 de diciembre de 1847-Madrid, 2 de diciembre de 1897) XVII duquesa de Medina de Rioseco, XIV condesa de Peñaranda de Bracamonte, dos veces grande de España. Sin descendencia, sucedió un bisnieto del IV titular.
- Joaquín de Chaves y Pérez del Pulgar (Granada, 24 de diciembre de 1866-Madrid, 11 de octubre de 1941), VI marqués de Rivas del Jarama[5] y VII marqués de Tous.

Contrajo matrimonio el 29 de julio de 1899 con María del Carmen Mantilla de los Ríos y Guerrero.
Rehabilitado el 11 de septiembre de 1965, a favor de:
- María Mercedes van Moock-Chaves y Guardiola (Sevilla, 23 de agosto de 1935-Jerez de la Frontera, 25 de agosto de 2023[10]), VII marquesa de Rivas de Jarama,[11] VI Condesa de Albercón.

Contrajo matrimonio en Sevilla el 11 de abril de 1959 con Enrique de Valenzuela y Elorz, VII conde de Peñalba de Valenzuela. Le sucedió su hijo:
- Ildefonso Enrique de Valenzuela y Van Moock-Chaves, VIII marqués de Rivas de Jarama,[12] VIII conde de Peñalba de Valenzuela, caballero de la Real Maestranza de Sevilla y del Real Cuerpo de la Nobleza de Madrid; miembro de la Asociación de Hijosdalgos a Fuero de España.